# Polklemme
Eine Polklemme ist meist eine schraubbare oder durch Federkraft klemmende Verbindung zum Anschluss von Kabeln an einzelnen Kontakten elektrischer Geräte oder Baugruppen. Sie ermöglichen eine je nach Ausführung mit oder ohne Werkzeug lösbare stromleitende Verbindung. Eine klemmende, steckbare Verbindung besteht aus einem Einzelstecker mit darauf abgestimmten Gegenstück zur Steckeraufnahme.

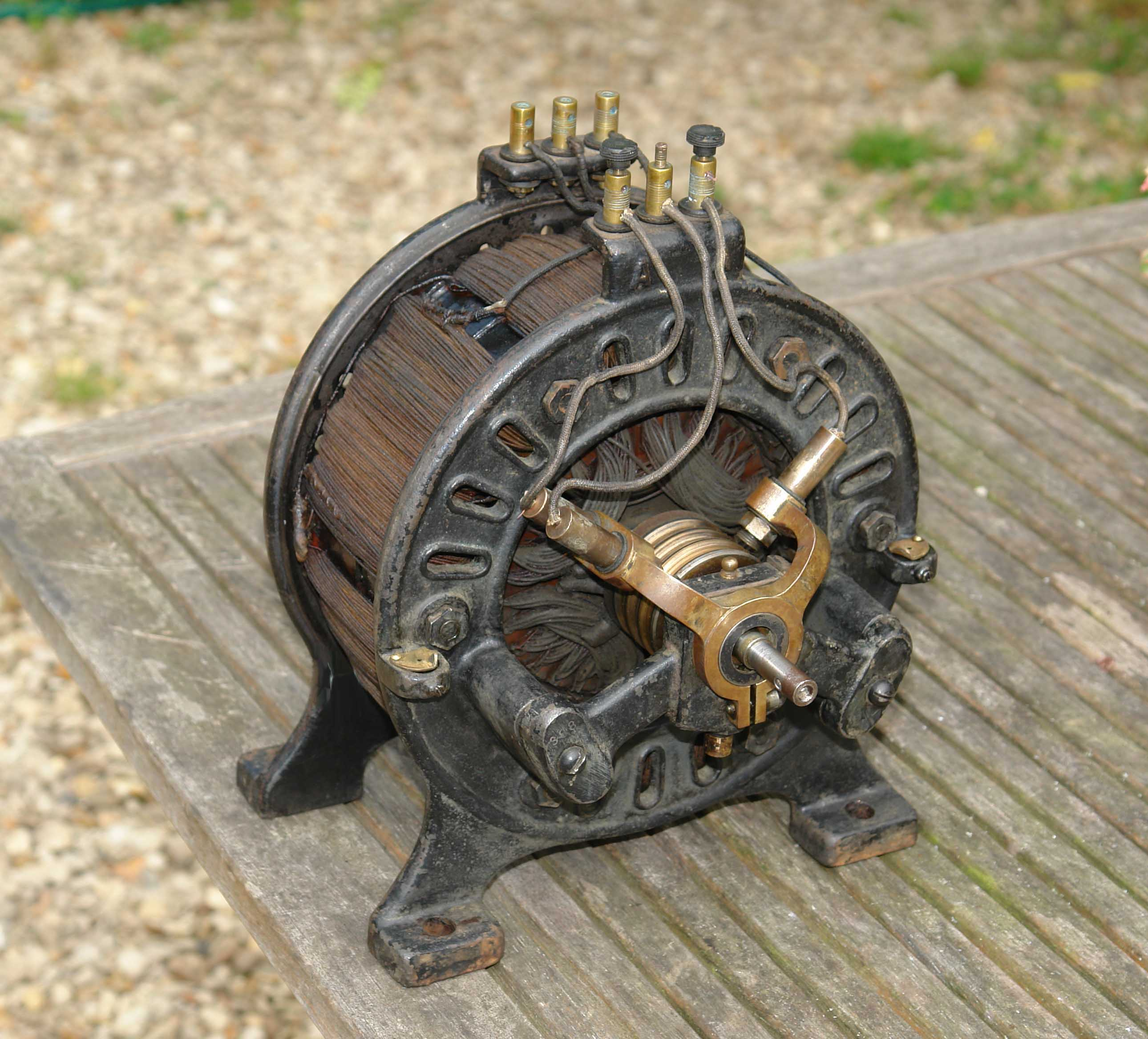
Polklemmen eines historischen Elektromotors

## Elektrotechnik allgemein
Die Anschlussklemmen von elektrischen Motoren und Generatoren werden gemeinhin als Polklemmen bezeichnet.

## Kraftfahrzeugelektrik

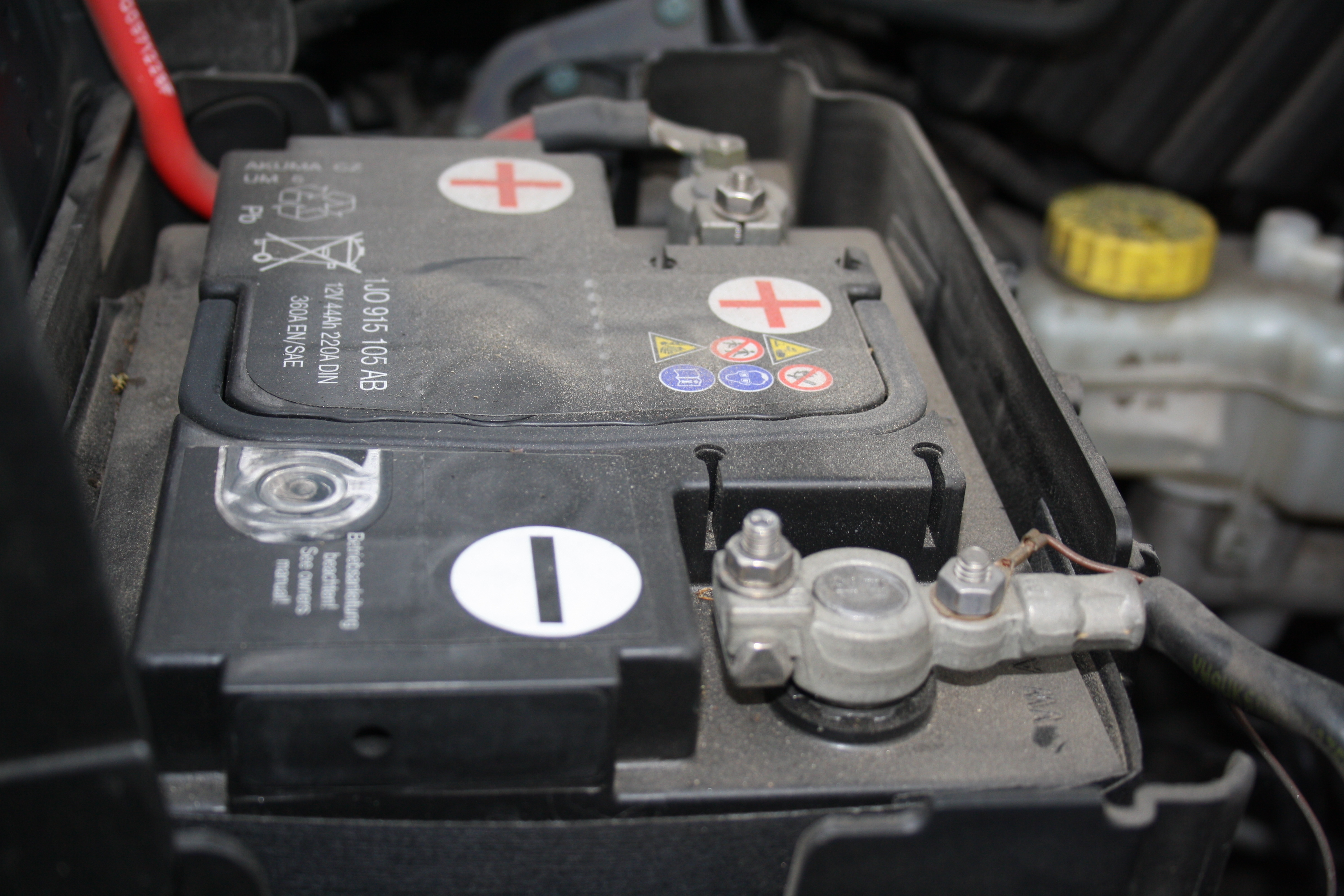
Polklemmen an einer Autobatterie

In der Kraftfahrzeugelektrik werden vor allem die geschraubten Klemmverbindungen für die Anschlüsse der Starterbatterie als Polklemmen bezeichnet. Sie gewährleisten eine mechanisch sichere Verbindung und lassen durch ihre große Kontaktfläche hohe Ströme zu, wie sie beim Betätigen des Anlassers auftreten. Auch die Zangenklemmen am Überbrückungskabel für die Starthilfe oder an Ladegeräten werden als Polklemmen bezeichnet.

## Labortechnik

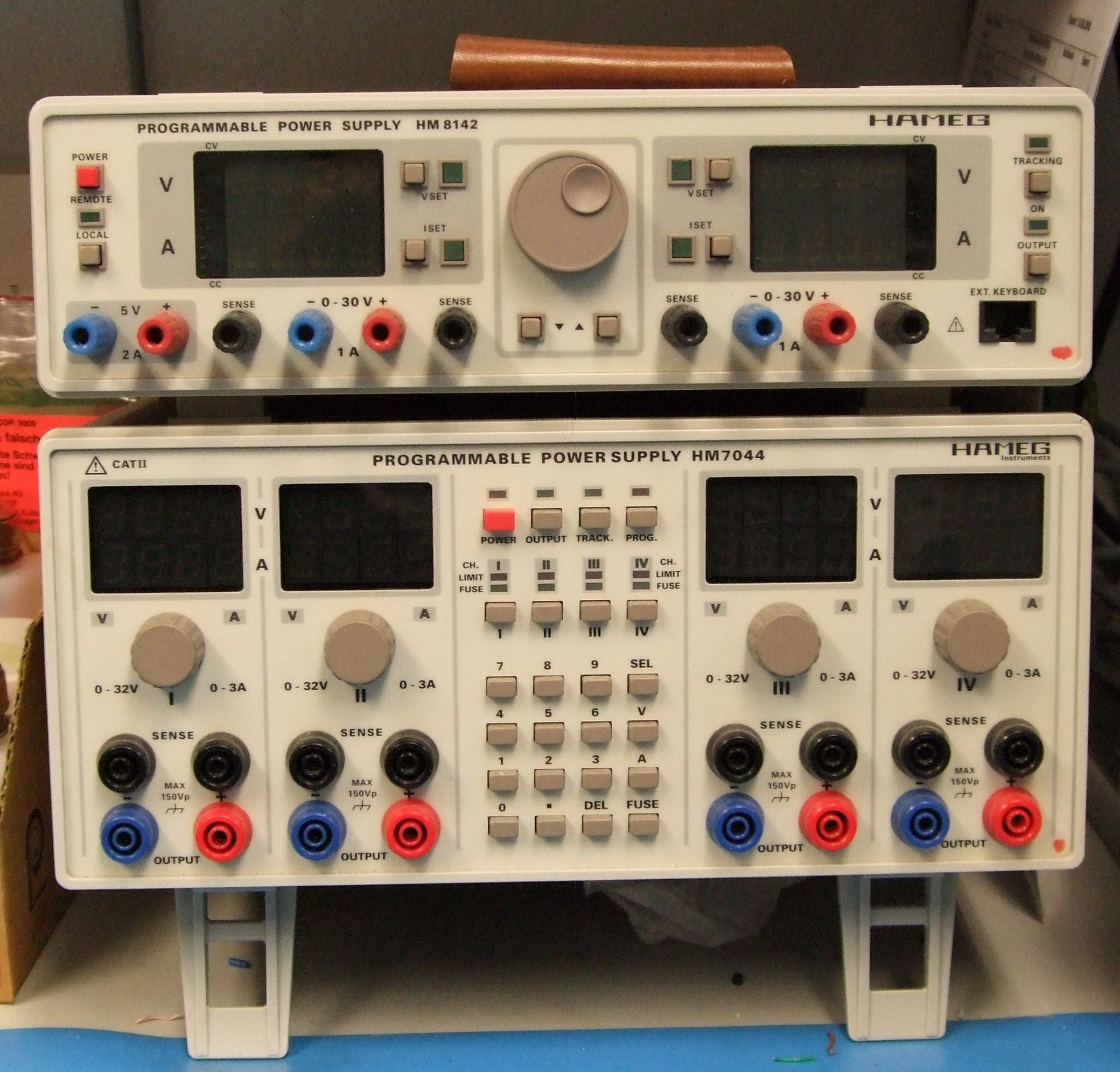
Polklemmen (oben) und Sicherheits-Bananenbuchsen (unten) an Labornetzteilen

In der Labortechnik werden bei Laborgeräten, wie z. B. Spannungsquellen und Messgeräten, die elektrischen Anschlüsse, die buchsenseitig eine Klemmung ermöglichen, Polklemme genannt. De-facto-Standard für solche Klemmen ist die Buchse für den 4-mm-Federstecker („Bananenstecker“), die zusätzlich mit einer fingerbetätigten Überwurfmutter zum Einklemmen von Leitern auf der Außenseite der Buchse versehen ist. Die Bauart der 4-mm-Buchse, die keine eigene Klemmmöglichkeit außerhalb der Buchse aufweist, nennt sich umgangssprachlich „Bananenbuchse“.

## Elektroschweißen

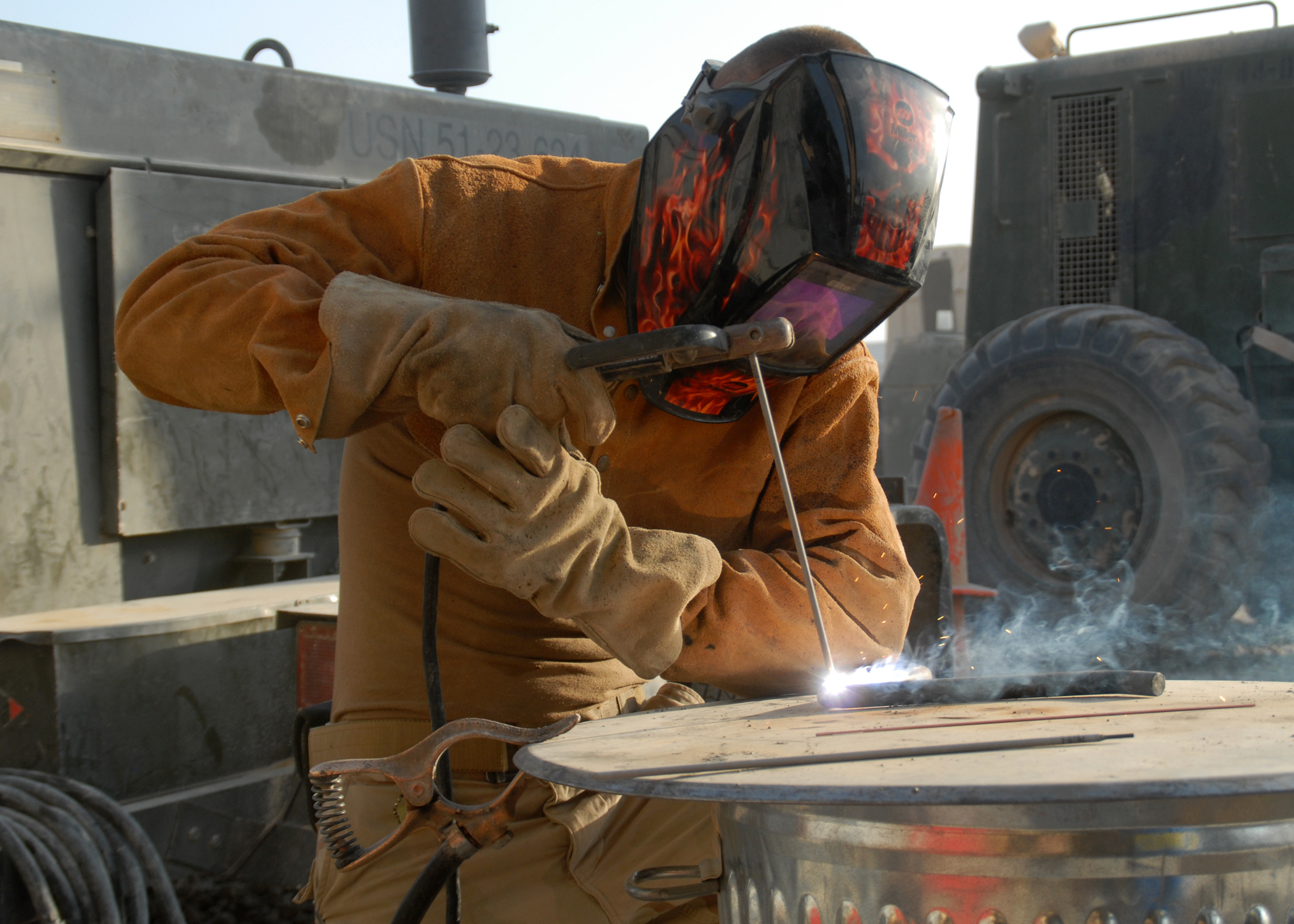
Elektroschweißen: im Vordergrund die Masse-Polklemme als Zangenklemme

Beim Elektroschweißen heißt die während des Schweißvorgangs permanent mit dem Werkstück verbundene Masseklemme des Schweißgerätes Polklemme.

## Lautsprecherpolklemme

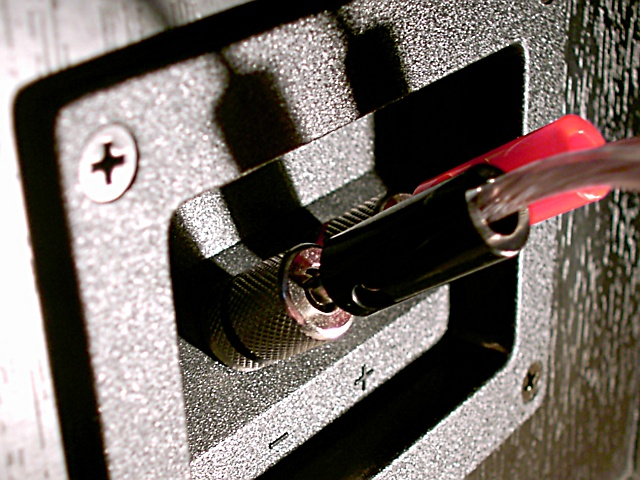
Polklemmen an einem Lautsprecher

In einer Beschallungsanlage versteht man unter Polklemme die Aufnahme (den Anschlussterminal) für das Lautsprecherkabel an einem Lautsprecher beziehungsweise an der signalausgebenden Quelle, dem Voll- oder Endverstärker. Polklemmen werden immer paarweise im Lautsprechergehäuse eingesetzt, um Hin- und Rückleitung des Lautsprecherkabels anschließen zu können. Als Material wird häufig Messing oder Kupfer eingesetzt. Polklemmen sind im besten Falle so konstruiert, dass sie sowohl Kabelschuhe, Bananenstecker oder die abisolierte Kabellitze des Lautsprecherkabels fest und sicher vor Kurzschluss aufnehmen können.
Manche Lautsprecherboxen verfügen über 2 bzw. 3 Polklemmenpaare im Gehäuse. Hier sind die Lautsprecher von 2-Wege- oder 3-Wege-Boxen herausgeführt (mit ihrem jeweiligen Zweig der Lautsprecherweiche). Damit können die einzelnen Lautsprecherchassis für jeden Frequenzbereich mit sogenanntem Bi-Wiring, Bi-Amping bzw. Tri-Amping betrieben werden.
Polklemmen sind oft rot und schwarz, um die richtige Polung des Lautsprecherkabels zu gewähren. Bei Verpolung des Lautsprechers bzw. eines Tonzweiges (z. B. des Tieftonzweiges) kommt es zur Klangverschlechterung, weil die Phasenlage der Lautsprecher zueinander dann nicht stimmt. Dadurch leidet der Stereoeindruck oder die Tiefenwiedergabe ist schlecht.